# 樮川
樮川（ほくそがわ）は、日本の地名。難読で知られ、樮は国字である。

## 事例
- 和歌山県日高郡印南町樮川（旧紀伊国日高郡樮川村）に地名としてある。
- 印南町立樮川小学校（廃校）

## 由来
樮川の由来は、「昔この土地に山火事ありて燃え広がりしも、大木の西にて消火せしにより、木の西の火と書き『ほくそ』と読まて樮川と称す」という言い伝えによる。印南町公民館の村上昌三によると、江戸時代の文献に既に「樮川」と出ているという。「ほくそ」は、「火糞」、「燭」とも書き、蝋燭の燃え殻のこと。「ほそくず」、「ほすひ」とも。